# Jacques Necker
Jacques Necker (Ginevra, 30 settembre 1732 – Coppet, 9 aprile 1804) è stato un politico ed economista svizzero naturalizzato francese.
Banchiere, uomo di Stato e Contrôleur général des finances del re di Francia Luigi XVI, è il padre di Madame de Staël.

## Biografia

### Gli inizi da banchiere
Jacques Necker è il secondo figlio di Charles-Frédéric (Karl Friedrich) Necker, avvocato prussiano a Küstrin, in Pomerania, diventato cittadino della Repubblica di Ginevra il 28 gennaio 1726.
Intraprende la carriera a Ginevra nella Banca Thellusson e Vernet, dove è un semplice commesso, poi a Parigi, dove tiene i libri contabili. Rivela tutte le sue competenze quando un giorno sostituisce il primo commesso incaricato dei negoziati alla borsa per un'importante operazione. La conduce a buon termine procurando alla banca un beneficio di 500 000 livre. Acquista così la fiducia dei banchieri Thellusson e Vernet di cui diventerà il socio nel 1756 in seno alla banca Thellusson, Vernet e Necker.
Nel 1762 Giorgio-Tobia di Thellusson gli propone di diventare socio al 50%, dopo la partenza di suo zio Isaac Vernet. Creano così la banca Thellusson, Necker & Co. che gestirà i depositi e i conti correnti di circa 350 clienti stranieri, per la maggior parte impegnati nei prestiti alla monarchia francese. Fanno velocemente fortuna speculando sui titoli del Tesoro francese e sui fondi inglesi al momento della Pace di Parigi del 1763 di cui sono stati informati in anticipo, speculando sui cereali e prestando denaro al Tesoro pubblico. Rappresentante della Compagnia delle Indie, è l'artefice della sua rinascita nel 1764, ma non può impedirne lo scioglimento nel 1770, sotto l'influenza dei brutali attacchi del suo nemico personale, André Morellet. A più riprese, particolarmente nel 1772, Necker presta delle somme importanti al Tesoro reale, e per questo verrà notato da Choiseul e dall'abate Terray.
Dopo aver fatto sufficientemente fortuna e avendo altre ambizioni, Jacques Necker si ritira nel 1772, cedendo tutti i suoi affari a suo fratello Louis, conosciuto sotto il nome di M. di Germany, e socio di Girardot. La sua riuscita splendente come banchiere gli ha permesso di accumulare una notorietà e una fortuna considerevoli.

### L'arrivo al potere
Nel 1764 Necker sposa Suzanne Curchod che avrà su lui un grande ascendente.
Incoraggiato da sua moglie tenta di entrare in politica. Il 19 aprile 1775 pubblica il suo "Saggio sulla legislazione e il commercio dei grani" in cui denuncia al primo posto la libertà del commercio dei cereali, raccomandati da Morellet e Turgot. Il testo ha enorme successo in libreria.
L'ascesa di Necker è sostenuta attivamente dai frequentatori abituali del salotto di Madame Necker e, più largamente, dal partito filosofico di cui Necker ha sposato diverse dottrine: nell'elogio di Colbert, ha criticato vivamente la proprietà che accusa, nella linea di Rousseau, di essere non un diritto naturale ma una "legge degli uomini" fondata con la forza su un "trattato di costrizione"; parimenti, è per il suo ruolo sociale che giustifica la religione, non riconoscendo la necessità della morale "per contenere il popolo", e la superiorità della morale cristiana, che è "l'unica che possa persuadere con celerità perché commuove nello stesso momento in cui illumina".
Necker è, inoltre, appoggiato da Maurepas, principale consigliere di Luigi XVI, dal marchese di Pezay, amante di Madame Montbarrey, amica intima della Madame Maurepas, e dalla cugina del ministro, la duchessa di Enville.

### Il primo ministero Necker (1776-1781)

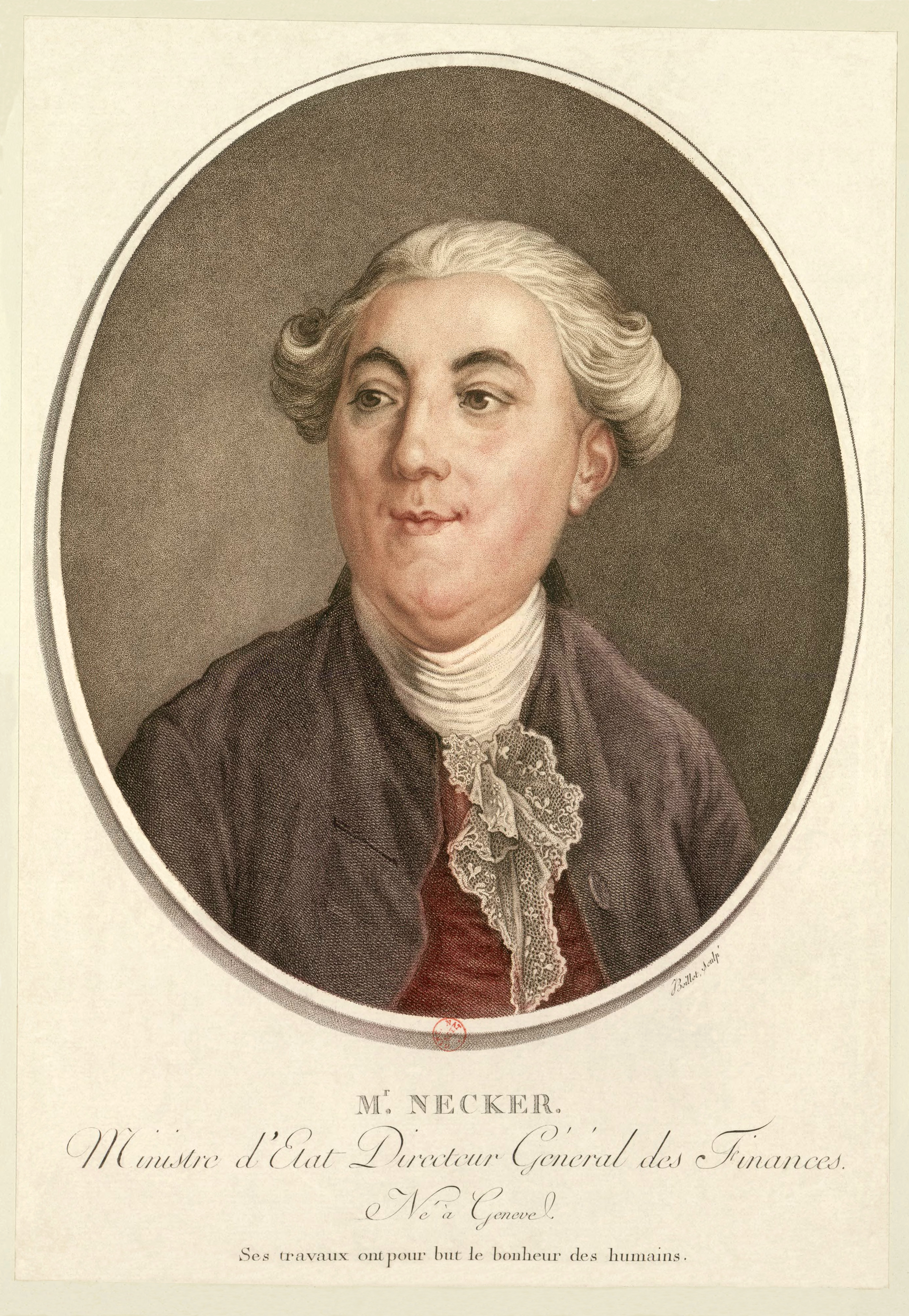
Jacques Necker.

Il decesso del controllore generale Clugny de Nuits che è succeduto a Turgot, dà a Necker l'opportunità di accedere al governo. Essendo di religione protestante, non può essere nominato controllore generale delle finanze perché questa funzione porta di diritto l'accesso al Consiglio. Il 22 ottobre 1776, a quarantaquattro anni, è quindi nominato consigliere delle Finanze e "direttore generale del Tesoro reale". Il 21 ottobre Louis Gabriele Taboureau des Réaux, è nominato ufficialmente controllore generale, ma in pratica è Necker che esercita il potere. Taboureau des Réaux, dopo parecchi tentativi di dimissioni, finisce per partire il 29 giugno 1777 senza essere sostituito; del resto, per segnare meglio la sua importanza, Necker riceve allora il titolo di "direttore generale delle Finanze".
Arrivato al ministero, Necker si impegna immediatamente a stilare delle riforme, ma in modo molto meno brutale e precipitoso di Turgot. Queste riforme riguardano al tempo stesso la situazione amministrativa, sociale e finanziaria dello Stato.

### Le riforme amministrative
Sul piano amministrativo, Necker rinforza il potere del controllo generale delle finanze: sopprime i sei uffici di amministratore delle finanze e gli amministratori del commercio, i 48 ricevitori generali delle finanze stabiliti in precedenza e 27 tesorieri generali e controllori generali della Guerra e della Marina (novembre 1778). Al posto di questi ufficiali inamovibili e remunerati sono installati degli impiegati revocabili su commissione e che percepiscono un trattamento finale.
Riduce la competenza della esattoria generale alle gabelle, al tabacco, ai diritti delle tratte e delle entrate di Parigi, e riduce da 60 a 40 il numero degli esattori generali.
Per limitare il potere extra-giudiziale dei parlamenti, come quello degli amministratori, Necker crea delle assemblee provinciali di cui espone il principio nel suo "Esposto al Re" sullo stabilimento delle amministrazioni provinciali (1776). A differenza di quelle che Turgot aveva immaginato, queste assemblee riposano sulla distinzione dei tre ordini. Hanno competenza per ripartire e aumentare le tasse, dirigere la costruzione delle strade e fare al Re delle rappresentazioni in vista del bene della provincia. Quattro sono le province che cominciano subito a funzionare: Berry, Alto-Guyenne, Dauphiné e Bourbonnais.
Necker cerca infine di introdurre della trasparenza nel funzionamento dello Stato. Pubblica in questo spirito, nel gennaio 1781, il suo "Resoconto al Re" in cui dettagliatamente spiega il funzionamento delle finanze reali, i principi della sua amministrazione e la situazione finanziaria del paese.

### Le misure sociali
Necker ha una concezione attiva del ruolo dello Stato nel campo economico e sociale che l'annette direttamente a Colbert. Non crede che lasciare libera l'economia possa creare spontaneamente il bene dei cittadini. Per rinforzare l'equilibrio della società, lo Stato deve esercitare pienamente la sua funzione di assistenza: "Appartengono al governo, interprete e depositario dell'armonia sociale, tocca a lui fare per questa classe diseredata tutto quello che l'ordine e la giustizia permettono".
Mette in opera una commissione degli ospedali di Parigi e una commissione di riforma delle prigioni. Queste gettano le basi di riforme ambiziose di queste istituzioni: distruzione delle prigioni del For l'Évêque e del Piccolo Châtelet a Parigi; costruzione di una nuova prigione riservata ai prigionieri per debiti in via del Re di Sicilia; creazione alla fine del 1778 del nuovo ospizio della parrocchia Saint-Sulpice e della Grosso-sasso, grazie alla generosità della signora Necker.

### Le misure finanziarie
La nomina di Necker al ministero era stata indicata specialmente dalla necessità di finanziare la guerra tra le colonie del Nord Atlantico americano e il Regno Unito di cui i preparativi avevano esordito nel giugno 1776. Guerra costosa, al tempo stesso marittima e terrestre, su dei teatri di operazioni lontane, assorbiva fin da 1777 150 milioni di soccorsi straordinari, e si stimò che costò in totale alla Francia un miliardo di lire.
In materia finanziaria, la politica di Necker mantiene pochi principi. Egli stima che lo stato può chiedere in prestito tanto di quanto egli desideri dal momento che il bilancio ordinario è equilibrato. Siccome è fuori questione l'aumento delle tasse, al tempo stesso per politica e per principio, ne bisogna migliorare il rendimento, particolarmente riformando l'amministrazione finanziaria, e riducendo le spese.
Per raggiungere tali risultati, le misure sono le più classiche: riduzione delle spese della Casa del Re, revisione delle pensioni per cacciare i cumuli e gli abusi, verifiche delle dichiarazioni di redditi e revisione degli abbonamenti dei "paesi di stato" che producono un reddito supplementare di 1,6 milione di livres.
Per finanziare lo sforzo di guerra, Necker però prende in prestito delle somme considerevoli, circa 530 milioni di lire, a tassi elevati.

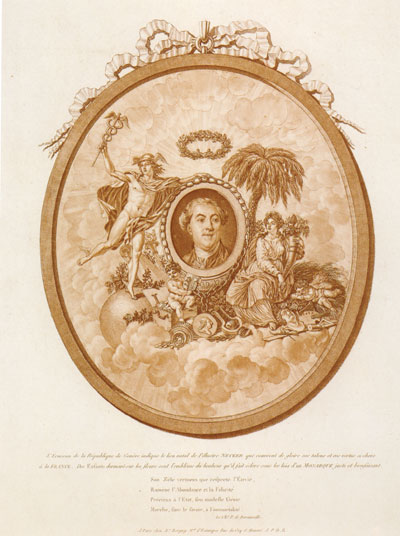
Allegoria di Necker.

### La destituzione
Queste misure suscitano, nell'immediato, lo stupore e l'ammirazione: "È straordinario, scrive il barone di Besenval che ciò che non ha osato intraprendere più che i Ministri, il Re stesso, sia appena stato effettuato da un semplice cittadino di Ginevra, M. Necker, […] occupante precariamente un posto di cui la sua religione, la sua nascita straniera e le prevenzioni della Nazione sembravano escluderlo." L'opinione pubblica applaude al miracolo di un ministro che è riuscito a finanziare la guerra senza aumentare le tasse.
Ma Necker si è fatto anche numerosi nemici: riformando la fattoria generale, si è messo a schiena il mondo della finanza; le sue assemblee provinciali gli hanno alienato i parlamenti; la riduzione delle spese della Corte, denunciate con compiacenza nel Resoconto al Re di gennaio 1781, gli ha creato anche numerosi e potenti avversari.
Nella primavera del 1781, alcuni esponenti del partito della Croce cominciano a tramare per ottenere la testa di Necker.
Alla fine del mese di aprile, il Parlamento di Parigi nega di registrare l'editto di creazione di una nuova assemblea provinciale in Bourbonnais. La creazione di queste assemblee rispondeva all'obiettivo di privare i parlamenti di una parte delle loro prerogative extra-giudiziali. Necker l'aveva esposto in un manoscritto rimesso confidenzialmente al Re nel 1776 che a causa di un tradimento di un suo collaboratore arrivò a conoscenza del Parlamento, scatenando le ire dei suoi membri.
Il 16 maggio, Necker domanda al Re la registrazione dell'editto, la sua entrata al Consiglio e la direzione dei mercati della Guerra e della Marina. Tre giorni più tardi, Luigi XVI oppone a queste tre domande un rifiuto categorico. Necker, deluso, si licenzia subito, 19 maggio 1781. La notizia provoca la costernazione in Parigi: gli abitanti della capitale si affrettano al Castello di Santo-Ouen, residenza di campagna di Necker, per salutare il ministro decaduto che può così misurare ciò che gli resta della popolarità.
Necker si ritira a Santo-Ouen, soggiorna in Svizzera nel 1784, per fare dei lavori nel suo castello di Coppet e viaggia in Francia nel 1785. Pubblica un nuovo libro, Dell'amministrazione delle finanze, che ottiene un enorme successo.
Nel 1787, Charles Alexandre de Calonne, davanti all'assemblea dei notabili, accusa Necker di avere ingannato l'opinione pubblica stampando false informazioni nel suo Resoconto al Re. Necker replica contestando le cifre di Calonne. Questa risposta gli vale di essere esiliato fuori da Parigi ed è all'origine di un vivo dibattito pubblico tra i due uomini.

### La seconda gestione Necker (1788-1789)
Dopo l'insuccesso dell'esperienza Calonne, la monarchia si trova in uno stato di fallimento. La necessità di trovare dei fondi costrinse allora Luigi XVI (per volontà di Maria Antonietta) a richiamare Necker che è chiamato "direttore generale delle finanze" il 25 agosto 1788. Due giorni più tardi, Necker riceve il titolo di ministro di stato che gli dà accesso ai Consigli.
Queste nuove posizioni gli permettono di sostenere un ruolo politico di primo piano. Con il rifiuto del re Luigi XVI di disconoscere gli elevati debiti accumulatisi nel corso degli anni fra le spese di corte ed i finanziamenti per la partecipazione alla Guerra d'indipendenza americana (i cui costi raggiunsero complessivamente i 2.000 milioni di livre dell'epoca), Necker avanza la data di convocazione degli Stati generali per trovare una soluzione alla gravissima crisi finanziaria che stava mandando in rovina l'economia francese (in quell'occasione egli coniò il termine "Deficit", dal latino "Manca", sottintendendo il denaro). Riunisce nel novembre 1787 l'assemblea dei notabili per deliberare sulle modalità dell'elezione dei deputati, particolarmente la domanda del voto per testa o per ordine che non fu troncato, e quella del raddoppio della rappresentazione del terzo stato. Su quest'ultimo punto, siccome era prevedibile, l'assemblea dei notabili si pronuncia sfavorevolmente ma Necker decide di sostenere il raddoppio del terzo stato: è considerato oramai come un "ministro patriota".
Di fronte a una grave penuria di grano, Necker abroga le misure liberali adottate da Loménie di Brienne in materia di commercio dei grani: vieta l'esportazione dei cereali (7 settembre 1788) così come l'acquisto dei grani all'infuori dei mercati (23 novembre 1788); fa acquistare dei grani all'estero accordando dei premi alle importazioni.
In materia finanziaria, Necker revoca la cessazione dei pagamenti decretati da Brienne e utilizza degli espedienti per riunire i 70 milioni necessari per assicurare i pagamenti fino alla riunione degli Stati generali.
All'apertura degli Stati generali, il discorso di Necker, centrato sulle domande finanziarie mentre i deputati non hanno in testa che la domanda del voto, è male accolto. Necker nega di assistere alla seduta reale del 23 giugno 1789 nella quale Luigi XVI fissa i limiti delle concessioni che è pronto ad accordare ai deputati del terzo stato. Preparandosi a prendere delle misure di fermezza al riguardo dell'assemblea nazionale, il Re licenzia Necker l'11 luglio 1789 a causa della sua "estrema condiscendenza" nei confronti degli Stati generali. Il ministro lascia subito la Francia e raggiunge poi Bruxelles, 13 luglio, Basilea, 20 luglio. Una volta noto, questo rinvio è una delle cause determinanti del sollevamento popolare del 14 luglio.

### La terza gestione Necker (1789-1790)
Necker viene richiamato, come primo ministro, dal re ma solo a seguito della presa della Bastiglia (14 luglio 1789) poiché la sommossa popolare era stata causata anche dal suo precedente licenziamento.
Tenta invano di opporsi alla confisca dei beni del clero e al crescente deficit; dimessosi nel settembre 1790, si ritira nella sua natia Svizzera, a Coppet, insieme con la figlia, Madame de Staël; scrive opere di economia e di politica (De l'administration de M. Necker par lui même, 1791, apologia della sua opera di amministratore; Du pouvoir exécutif dans les grands états, 1792 e De la révolution française, 1797).
Muore nel 1804; le sue spoglie sono inumate nel castello di Coppet, nel Canton Vaud.

## Nella cultura di massa
- Jacques Necker è stato interpretato da Raymond Gérôme nella miniserie televisiva La rivoluzione francese (1989).